# Bezbariérový přístup

Mezinárodní symbol pro bezbariérovou přístupnost

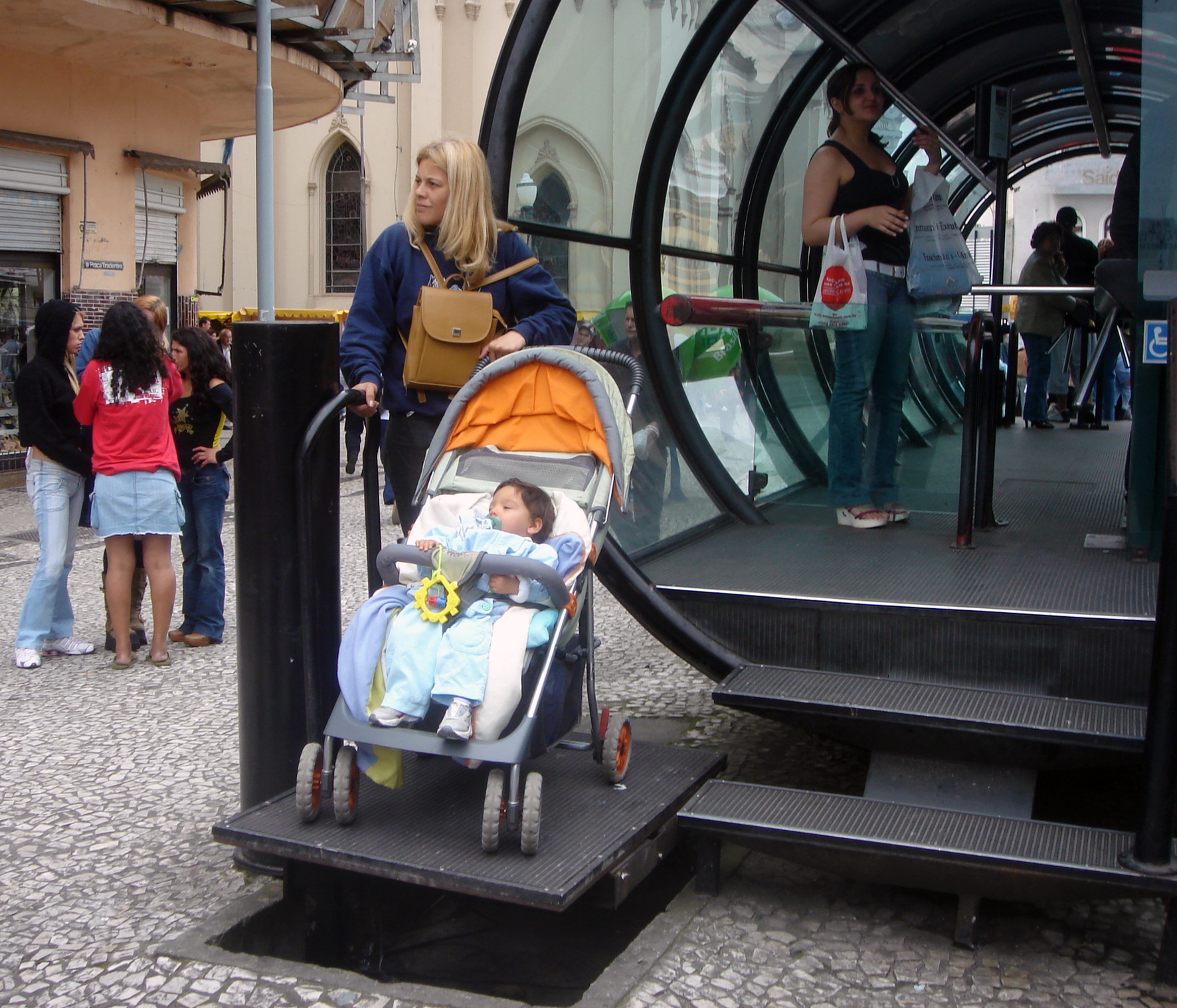
Zvedací plošina zajišťující bezbariérový přístup do MHD v brazilské Curitibě

Bezbariérový přístup umožňuje tělesně postiženým osobám navštěvovat i místa, která by jim za běžných okolností byla nepřístupná. Jedná se např. o překonávání schodů, terénních nerovností a dalších překážek.
Ze stavebního hlediska znamená bezbariérový přístup soubor opatření, které zajistí samostatný pohyb a užívání staveb osobami s omezenou schopností pohybu a orientace. Jsou to především osoby používající vozík pro invalidy nebo berle, a dále lidé s těžkým smyslovým postižením.
V současnosti je bezbariérový přístup vyžadován do novostaveb veřejné vybavenosti a většinou i do rekonstruovaných objektů. Tyto zásady je ale zejména u rekonstrukcí často problematické dodržovat, zde může být bezbariérový přístup zajištěn například pomocí nájezdových ramp či zvedacích plošin.

## Bezbariérová doprava v Praze
Podle schválené městské koncepce na odstranění bariér ve veřejném prostoru by v roce 2025 měla být pražská MHD kompletně bezbariérová.
Zatím (v roce 2015) se Dopravní podnik hl. m. Prahy může pochlubit druhým největším počtem nízkopodlažních tramvají na světě (celkem je jich 230). Více jich má pouze Vídeň.